# Unterransbach
Unterransbach ist ein Gemeindeteil der Stadt Feuchtwangen im Landkreis Ansbach (Mittelfranken, Bayern). Unterransbach liegt in der Gemarkung Banzenweiler.

## Geografie
Das Weiler liegt in der Talmulde des Ransbachs, eines rechten Zuflusses der Sulzach. Im Norden befindet sich der Kronberg (507 m ü. NHN) und im Süden das Rothbergholz, beides Erhebungen der Sulzacher Randhöhen, einem Abschnitt der Frankenhöhe. Eine Gemeindeverbindungsstraße führt nach Oberransbach (1,2 km westlich) bzw. nach Weiler am See (0,8 km östlich).

## Geschichte
Der Ort hieß ursprünglich „Unterramsbach“. Der Ortsname leitet sich vom gleichlautenden Gewässernamen ab, dessen Bestimmungswort wahrscheinlich raban in der zusammengezogenen Form ram (ahd. für Rabe) ist. Das Feuchtwangener Stift hatte dort sechs Lehengüter.
Unterransbach lag im Fraischbezirk des ansbachischen Oberamtes Feuchtwangen. Im Jahr 1732 bestand der Ort aus 5 Anwesen mit 6 Mannschaften (1 Hof mit doppelter Mannschaft, 1 Hof, 3 Güter) und 1 Gemeindehirtenhaus. Die Dorf- und Gemeindeherrschaft und die Grundherrschaft über alle Anwesen hatte das Stiftsverwalteramt Feuchtwangen. An diesen Verhältnissen änderte sich bis zum Ende des Alten Reiches nichts. Von 1797 bis 1808 unterstand der Ort dem Justiz- und Kammeramt Feuchtwangen. 
Mit dem Gemeindeedikt (frühes 19. Jahrhundert) wurde Unterransbach dem Steuerdistrikt Breitenau und der Ruralgemeinde Banzenweiler zugeordnet. Im Zuge der Gebietsreform in Bayern wurde Unterransbach am 1. Juli 1971 nach Feuchtwangen eingemeindet.

## Einwohnerentwicklung
| Jahr      | 001818 | 001840 | 001861 | 001871 | 001885 | 001900 | 001925 | 001950 | 001961 | 001970 | 001987 | 002015 |
| Einwohner | 39     | 27     | 46     | 40     | 40     | 41     | 35     | 45     | 32     | 30     | 26     | 31     |
| Häuser    | 7      | 6      |        |        | 8      | 8      | 7      | 5      | 5      |        | 6      |        |
| Quelle    | [ 10 ] | [ 11 ] | [ 12 ] | [ 13 ] | [ 14 ] | [ 15 ] | [ 16 ] | [ 17 ] | [ 18 ] | [ 19 ] | [ 20 ] |        |

## Religion
Der Ort ist seit der Reformation evangelisch-lutherisch geprägt und bis heute nach St. Johannis (Feuchtwangen) gepfarrt. Die Einwohner römisch-katholischer Konfession sind nach St. Ulrich und Afra (Feuchtwangen) gepfarrt.